# Famille Brillat-Savarin
Pour les articles homonymes, voir Brillat-Savarin.
La famille Brillat-Savarin est une famille subsistante d'ancienne bourgeoisie française, originaire du Bugey, en France.

## Histoire
Le nom patronymique Brillat-Savarin résulte du mariage en 1673 de Jean Brillat avec Claudine Savarin. Jean Brillat appartient à une « vieille et honorable » famille de la haute bourgeoisie du Bugey,, « des gens de robes et de petits seigneurs » (Boissel, 1989). Plusieurs membres de cette famille sont qualifiés de nobles dans des actes de la Chambre des comptes de Savoie. Elle appartient au groupe de familles qualifié de « Nobles à Cent écus »,. Ils correspondent à des familles ayant obtenu des charges anoblissantes créées, au XVIe siècle, par le duc Emmanuel-Philibert de Savoie, qui manquait d'argent,.
Les Brillat sont originaires de la paroisse de Lochieu, située en Valromey, à 25 km au nord de Belley.
Claude Brillat obtient la charge de notaire ducal et châtelain du comté de Châteauneuf. Il transmet cette charge à sa descendance. Son petit-fils, Clair, s'installe à Belley, capitale régionale du Bugey, à la suite de la cession de cette province par la Savoie à la France. Il devient avocat au présidial. Son fils, Jean, avocat aux Parlement et Conseil de la Province de Bugey, épouse le 26 octobre 1673 Claudine Savarin,. Cette dernière est la fille d'un procureur du Roi pour la province du Bugey, Valromey et Gex. 
Callet (1919) annotait que « la famille Savarin était originaire de Venise où une des branches existe encore sous le nom de Savarini ». La postérité est nombreuse, et l'histoire retient notamment Étienne, père de Marc-Anthelme et grand-père de Jean Anthelme, auteur de la Physiologie du Goût. Ross F. Collins (2022) indique que les Savarin seraient originaires d'Italie (Venise ou Florence), dont certains membres Savarini se sont installés vers le XIIe siècle dans le Haut-Bugey.
Marie-Gasparde Savarin, sœur de Claudine, sans enfant, teste en 1730 et 1733 en faveur de son neveu, Étienne, avec l'obligation pour son fils de porter le nom et les armes de la famille Savarin. Ce dernier, Marc-Anthelme, est le premier à porter le nom de Brillat-Savarin, mais conserve les armes anciennes de la famille Brillat, de même que sa descendance.
Marc-Anthelme, tout comme ses ancêtres, est avocat. Il est Procureur du Roi à l'élection des Pays de Bugey, Valromey et Gex. Il achète le 23 juin 1773 à Joseph-Marie de Barral de Montferrat, comte de Rossillon, le fief et la terre de Pugieu.
La famille Brillat-Savarin est subsistante en 2024.

## Armes
Les armes anciennes de la famille Brillat, enregistrées par d'Hozier (1696) ainsi que par plusieurs auteurs (Révérend, Révérend du Mesnil) sont : D'azur à une fasce d’argent chargée de trois roses de gueules boutonnées d'or.
,,
Les armes des Savarin, enregistrées dans l'Armorial général de France (1608) par François Savarin, conseiller du roi, Procureur en l'Election de Belley, sont D'azur à une face ondée d'or, accompagnée de trois roses d'argent boutonnées d'or, deux en chef et une en pointe.
Révérend (1894) signalait aussi les armes d'Empire attribuées à Jean Anthelme et à l'un de ses frères, Marie-Frédéric :
- Jean Anthelme, resté célibataire sans descendance : D'or à une fasce de gueules, chargée du signe des chevaliers légionnaires, accompagnée en chef de trois roses au naturel et en pointe de deux losanges de sable.[11]
- Marie-Frédéric, marié mais branche ensuite éteinte : D'azur, à un chevron de gueules, chargée du signe des chevaliers légionnaires, accompagnée en chef de deux roses d'or et en pointe d'une grenade allumée du même.[11]

## Filiation
- Claude, notaire ducal et châtelain.
  - Louis, notaire ducal et châtelain.
    - Clair († 1676), avocat, ∞ Antoinette Sillimand.
      - Jean Brillat, avocat, ∞ (1673) Claudine Savarin (1654-1721).
        - Étienne, avocat († v. 1733.
          - Marc-Anthelme (1730-1790), avocat, ∞ (1753) Claudine-Aurore Récamier, huit enfants dont :
            - Jean Anthelme (1755-1826).
            - Pierrette, ∞ J. Guigard, notaire.
            - François-Xavier (1760-1827), ∞ Marie Chevrier 
              - branche subsistante en 2024.

            - Anthelmette, ∞ Marc Carrel, greffier de la justice de Lhuis,
            - Marie-Frédéric, Marie (Marion), Josephte (Joson), Gasparde (Padon).

          - Jean-Louis, sieur, bourgeois.

        - Christine.

## Personnalités
- Melchior Brillat, conseiller du roi et procureur au bailliage du Bugey[11].
- Marc-Anthelme Brillat-Savarin, conseiller du roi et procureur à l'élection de Bugey, Valromey et Gex.
  - Jean Anthelme Brillat-Savarin (1755-1826), fils du précédent, maire de Belley (1793), juge à la Cour de cassation, écrivain et gastronome français, fait chevalier de l'Empire le 26 avril 1808[13].
- Marie-Frédéric Brillat-Savarin (1768-1836), colonel, chevalier de l'Empire, par L.P. du 14 août 1813[13]. Sur son épithaphe, on peut lire « Il fit les campagnes / d’Italie, d'Égypte / de Prusse de France »[14].

## Postérité
- Rue Brillat-Savarin, quartier de la Maison-Blanche du 13e arrondissement de Paris.